# ریچارد فلچر
ریچارد فلچر (انگلیسی: Richard A. Fletcher; ۲۸ مارس ۱۹۴۴ – ۲۸ فوریهٔ ۲۰۰۵) متولد در یورک در بریتانیا مورخ، و استاد دانشگاه در رشته تاریخ در دانشگاه یورک اهل بریتانیا بود. او در مورد دوره قرون وسطی تخصص داشت.

## نظر
او در مقاله ای تحت عنوان تغییر دین با شمشیر نوشته‌است: به زودی پس از تغییر دین امپراتور روم کنستانتین بزرگ، اقدام بر علیه دوناتیسم اگرچه اولین استفاده از زور برای تغییر دین پیگن‌ها نبود، اما اقدامی بود که برای اصلاح مسیحیان مخالف طراحی شد. آگوستین، اسقف بزرگ در شمال آفریقا در اواخر قرن چهارم و اوایل قرن پنجم، با فرقه ای مخالف به نام دوناتیسم مواجه شد. آگوستین می‌خواست با استفاده از زور آنها را به جامعه ارتدکس بازگرداند و از اینکه آیا استفاده از اجبار برای این کار مجاز است یا نه، عذاب می‌کشید. سرانجام او تصمیم گرفت که چنین باشد، و یکی از متن‌های کتاب مقدس که او را متقاعد کرد، مَثَل ضیافت بزرگ بود (لوقا ۱۴:۱۶–۲۴). «مرد ثروتمندی مهمانی می‌دهد و وقتی کسی را دعوت نمی‌کند، به خدمتکارانش می‌گوید که بیرون بروند و مردم را وادار به ورود کنید.»
در قرن هشتم در زمان پادشاهی فرانسه شارلمانی شاهد استفاده از زور برای وادار کردن تغییر مذهب‌ها بودیم، به‌ویژه در نبرد علیه ساکسون‌ها. نخست اینکه در زمان او مفهوم پادشاهی مسیحی در قرن گذشته توسعه یافته بود، و وظیفه گسترش مسیحیت، در صورت لزوم با زور، بخشی از وظیفه یک پادشاه شد. دوم، مشاوری در بالاترین سطوح دولت شارلمانی این سیاست خاص را پیش برد. محققان فکر می‌کنند که تندرو واقعی مردی به نام لول بود که اصالتاً آنگلوساکسون داشت، با بونیفاس سفر کرده بود و جانشین بونیفاس به عنوان «اسقف اعظم ماینتس» شده بود. او تلاش زیادی برای تغییر مذهب ساکسون‌ها کرده بود، و هیچ چیز نتیجه نگرفته بود. او به شارلمانی گفت: «این افراد سرسخت هرگز به میل خود تغییر دین نمی‌دهند. ما باید آنها را مجبور به تسلیم کنیم.» این سیاست استفاده از خشونت برای ایجاد انگیزه تغییر مذهب در زاکسن (بخشی از آلمان) مورد حمایت همه مشاوران شاه قرار نگرفت. یک انگلیسی دیگر در دربار شارلمانی، به نام آلکوئین، تردیدهای زیادی داشت. در دهه ۷۹۰، زمانی که فرانک‌ها آوارها را در مرز شرقی (در مجارستان امروزی) فتح کردند، آلکوین نامه‌هایی به شارلمانی نوشت و گفت: «همان اشتباهاتی را که با ساکسون‌ها مرتکب شدید، نکنید. شما نمی‌توانید مسیحیت را بر مردم تحمیل کنید. نشانه‌هایی وجود دارد که به توصیه الکوین توجه شد. پیشنهادها برای تبدیل آوارها به زور کمی کاهش یافت.
رابرت مور، نویسنده کتاب ظهور جامعه آزاردهنده، استدلال می‌کند که از قرن یازدهم تا چهاردهم، جامعه مسیحی اروپا بسیار کمتر مدارا شد. این دوره ای است که ما شاهد آزار و اذیت یهودیان و بدعت‌گذاران، جنگ‌های صلیبی علیه مسلمانان، و پذیرش فزاینده تغییر مذهب اجباری هستیم – به ویژه در تنها منطقه اروپا که تغییر مذهب نداده‌است: اسکاندیناوی و منطقه بالتیک. ریچارد فلچر می‌نویسد که با استدلال مور از همه جهات موافق نیستم، اما مردم در اروپا در سال ۱۲۵۰ بیشتر از اروپای ۱۰۵۰ مورد آزار و اذیت قرار گرفتند. این یک واقعیت است.
مردم پیگن قرون وسطایی در شرایط مشابه نسبت به مسیحیان قبلی، بیشتر مایل به تسلیم شدن در برابر تغییر دین اجباری هستند زیرا عامل مشترک پیگنیسم (غیریهودی و مسیحی) در سراسر اروپای قرون وسطی تعدد خدایان بود. پیگن‌ها خدایان بسیار زیادی داشتند - خدایان آب و هوا، برداشت محصول، دریا، آسمان، آبجوسازی، نبرد و غیره. انسان‌شناسانی که تغییر مذهب را در فرهنگ چند خدایی در آفریقا مطالعه کرده‌اند، دریافته اند که چنین مردمی فکر می‌کنند که می‌توانند مسیح را به پانتئون موجود خود اضافه کنند. این همان چیزی است که به نظر می‌رسد در اروپای قرون وسطی اتفاق افتاده‌است. ادعاهای انحصاری ایمان توحیدی در ابتدا فروکش نکرد. به همین دلیل است که حتی پس از «تبدیل»، دوره‌ای طولانی را می‌یابیم که در آن ایده‌هایی دربارهٔ خدایان و الهه‌ها، ارواح و پری‌ها و اجنه با ایمان به مسیح همزیستی می‌کنند.
دلیل دیگر این بود که مشرکان تحت تأثیر قدرت مادی محض جهان مسیحیت قرار گرفتند. پیگنیسم ایمانی بود که عمدتاً برای کسب رفاه مادی طراحی شده بود. خدایان برای حاصلخیزی بیشتر کشاورزی بودند زیرا مردم می‌خواستند با توسل به این خدایان محصولاتشان بیشتر شود. آنها برای گاو خدایان داشتند تا شیر بیشتری تولید کنند. وقتی این مشرکان به ثروت و قدرت اروپای مسیحی نگاه کردند، تحت تأثیر قرار گرفتند: خدای مسیحی آشکارا کسی بود که می‌توانست مادیات را افزایش دهد. مسیحیان ساختمان‌های بزرگتر می‌ساختند، جواهرات زیباتری می‌ساختند، کشتی‌های بهتری داشتند و غیره. بسیاری از مشرکان با گرویدن به مسیحیت مخالفتی نداشتند، زیرا معتقد بودند که این امر در واقع به آنها رفاه مادی بیشتری نسبت به خدایان قبلی‌شان می‌دهد. در اروپا، شواهدی نشان می‌دهد که توجه به این امر یک ترفند عمدی مبلغان بود. هنگامی که اسقف وینچستر شاگرد خود بونیفاس را برای مأموریت دینی به آلمان فرستاد، او تأکید کرد که بونیفاس باید به مشرکان یادآوری کند که مسیحیان چقدر ثروتمند و قدرتمند هستند. در تاریخ قرون وسطی در عمدتاً در تبدیل اجباری مشرکان پیگن، هیچ شکستی وجود نداشت. اما با یکتا پرستان - یهودیان و مسلمانان -تبدیل دین اجبار موفقیت چندانی نداشت زیرا آنها دریافته بودند که مسئله فقط اضافه کردن یک خدای جدید نیست.